# Warren Hughes
Warren Hughes (ur. 19 stycznia 1969 roku w Newcastle upon Tyne) – brytyjski kierowca wyścigowy.

## Kariera
Hughes rozpoczął karierę w międzynarodowych wyścigach samochodowych w 1989 roku od startów w Formule Ford 1600 Dunlop/Autosport "Star of Tomorrow", gdzie jednak nie zdobywał punktów. W tym samym roku w Festiwalu Formuły Ford był dziesiąty. W późniejszych latach Brytyjczyk pojawiał się także w stawce Formuły Vauxhall Lotus, Brytyjskiej Formuły 3, Masters of Formula 3, Grand Prix Makau, Niemieckiej Formuły 3, Japońskiej Formuły 3, German Supertouring Championship, MGF Cup, Włoskiej Formuły 3000, British Touring Car Championship, 24-godzinnego wyścigu Le Mans, British GT Championship, Le Mans Endurance Series, FIA GT Championship, Brytyjskiego Pucharu Porsche Carrera, American Le Mans Series, Grand American Rolex Series, Le Mans Series, Formuły Le Mans, FIA GT1 World Championship, Intercontinental Le Mans Cup, Speed EuroSeries, European Le Mans Series, FIA World Endurance Championship oraz Blancpain Endurance Series.
W 1994 roku Hughes pełnił rolę kierowcy testowego ekipy Lotus.

## Wyniki w 24h Le Mans
| Rok  | Zespół                                                      | Partnerzy                            | Samochód              | Klasa  | Okr. | Poz. | Klasa Pos. |
| ---- | ----------------------------------------------------------- | ------------------------------------ | --------------------- | ------ | ---- | ---- | ---------- |
| 2001 | MG Sport & Racing Ltd.                                      | Anthony Reid Jonny Kane              | MG-Lola EX257         | LMP675 | 30   | NU   | NU         |
| 2002 | MG Sport & Racing Ltd.                                      | Anthony Reid Jonny Kane              | MG-Lola EX257         | LMP675 | 129  | NU   | NU         |
| 2005 | RML                                                         | Thomas Erdos Mike Newton             | MG-Lola EX264-Judd    | LMP2   | 305  | 20   | 1          |
| 2006 | Chamberlain-Synergy Motorsport ASM Team Racing for Portugal | Miguel Amaral Miguel Ángel de Castro | Lola B05/40-AER       | LMP2   | 196  | NU   | NU         |
| 2007 | Quifel ASM Team Racing for Portugal                         | Miguel Amaral Miguel Ángel de Castro | Lola B05/40-AER       | LMP2   | 137  | NU   | NU         |
| 2008 | Embassy Racing                                              | Jonny Kane Joey Foster               | Embassy WF01-Zytek    | LMP2   | 213  | NU   | NU         |
| 2010 | Quifel ASM Team                                             | Miguel Amaral Olivier Pla            | Ginetta-Zytek GZ09S/2 | LMP2   | 318  | 20   | 7          |
| 2011 | Quifel ASM Team                                             | Miguel Amaral Olivier Pla            | Zytek 09SC            | LMP1   | 48   | NU   | NU         |
| 2012 | Murphy Prototypes                                           | Jody Firth Brendon Hartley           | Oreca 03-Nissan       | LMP2   | 196  | NU   | NU         |